# Léo Van Thielen
Léo Van Thielen (Veerle, 16 januari 1953) is een voormalig Belgisch wielrenner. Hij was profrenner van 1978 tot en met 1983. Hij reed tijdens zijn carrière uitsluitend voor Belgische wielerteams. Hij behaalde in zijn professionele carrière 9 zeges, en dit vooral in minder bekende wedstrijden. .

## Belangrijkste overwinningen
1978
- Omloop der Vlaamse Ardennen
- Ruiselede

1979
- Ruisbroek

1980
- GP de Denain
- GP E5

1981
- Memorial Fred De Bruyne
- GP Zele
- Borne
- Rummen

## Resultaten in voornaamste wedstrijden
| Jaar | Milaan-San Remo | Gent-Wevelgem | Ronde van Vlaanderen | Parijs-Roubaix | E3 Harelbeke |
| ---- | --------------- | ------------- | -------------------- | -------------- | ------------ |
| 1979 |                 |               |                      | 44e            | 8e           |
| 1980 | 139e            | 24e           |                      |                |              |
| 1981 |                 | 60e           | 37e                  |                |              |
| 1982 |                 | 29e           |                      |                |              |